# Lhotka u Berouna

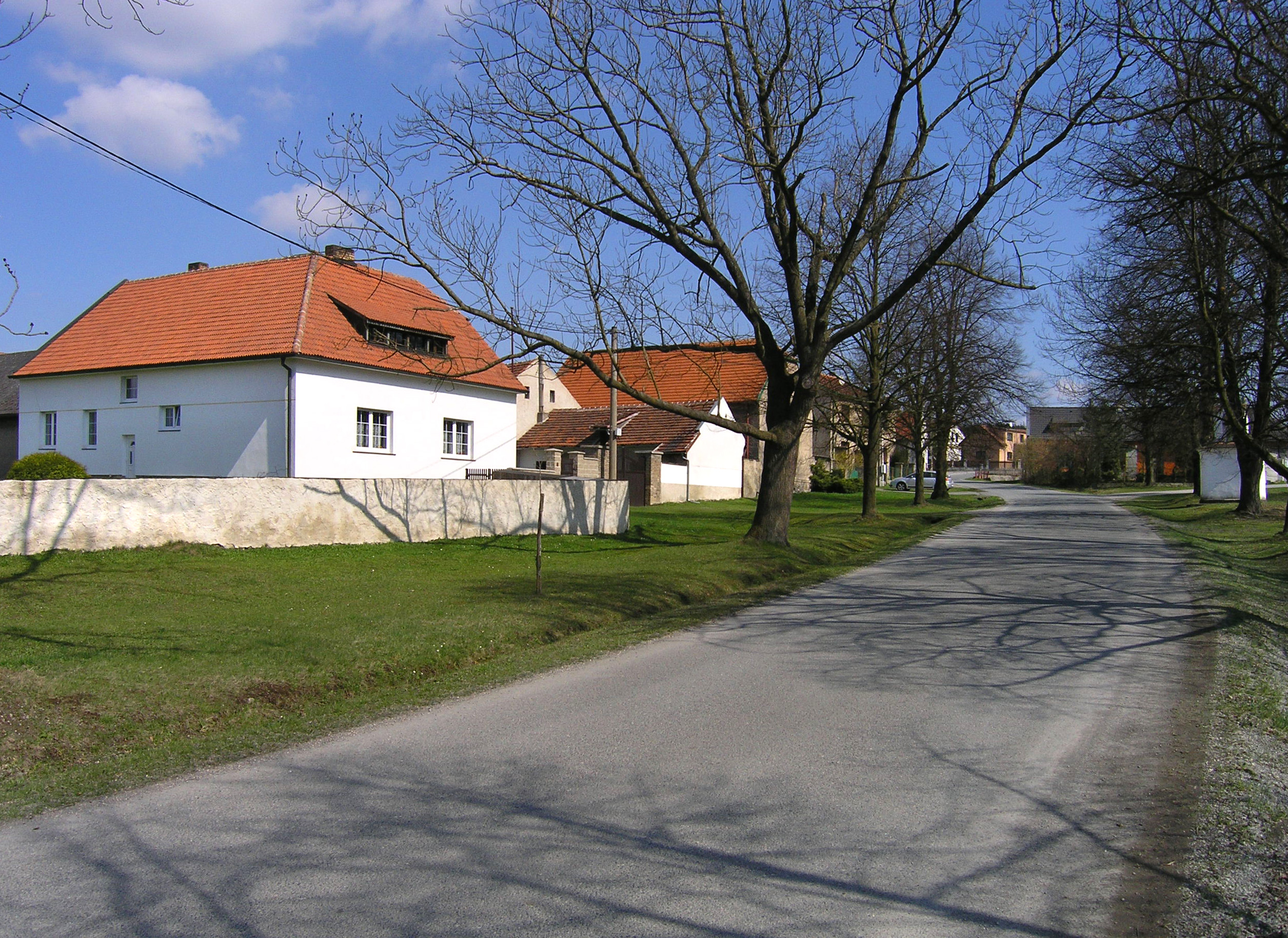
Dorfplatz

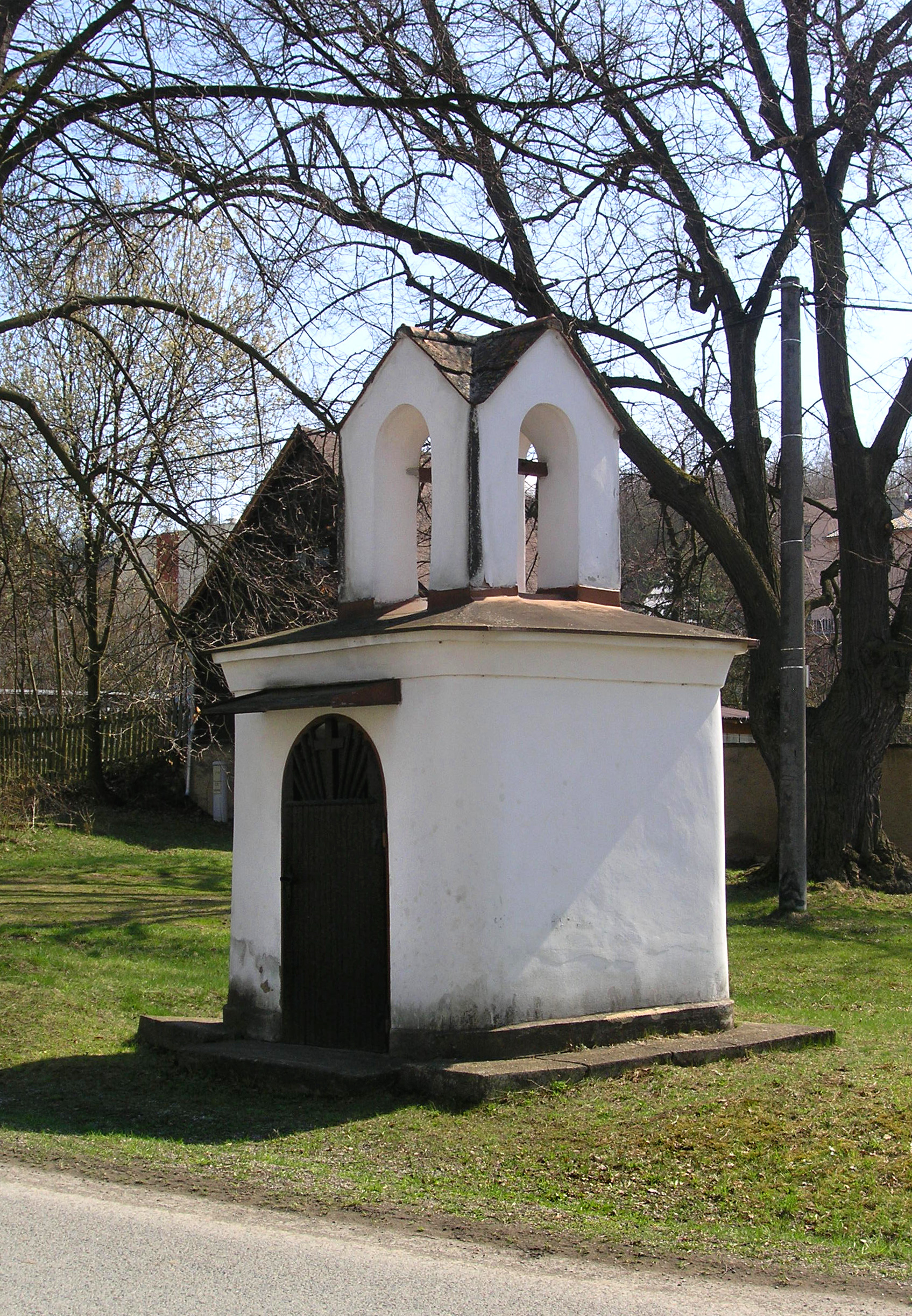
Kapelle

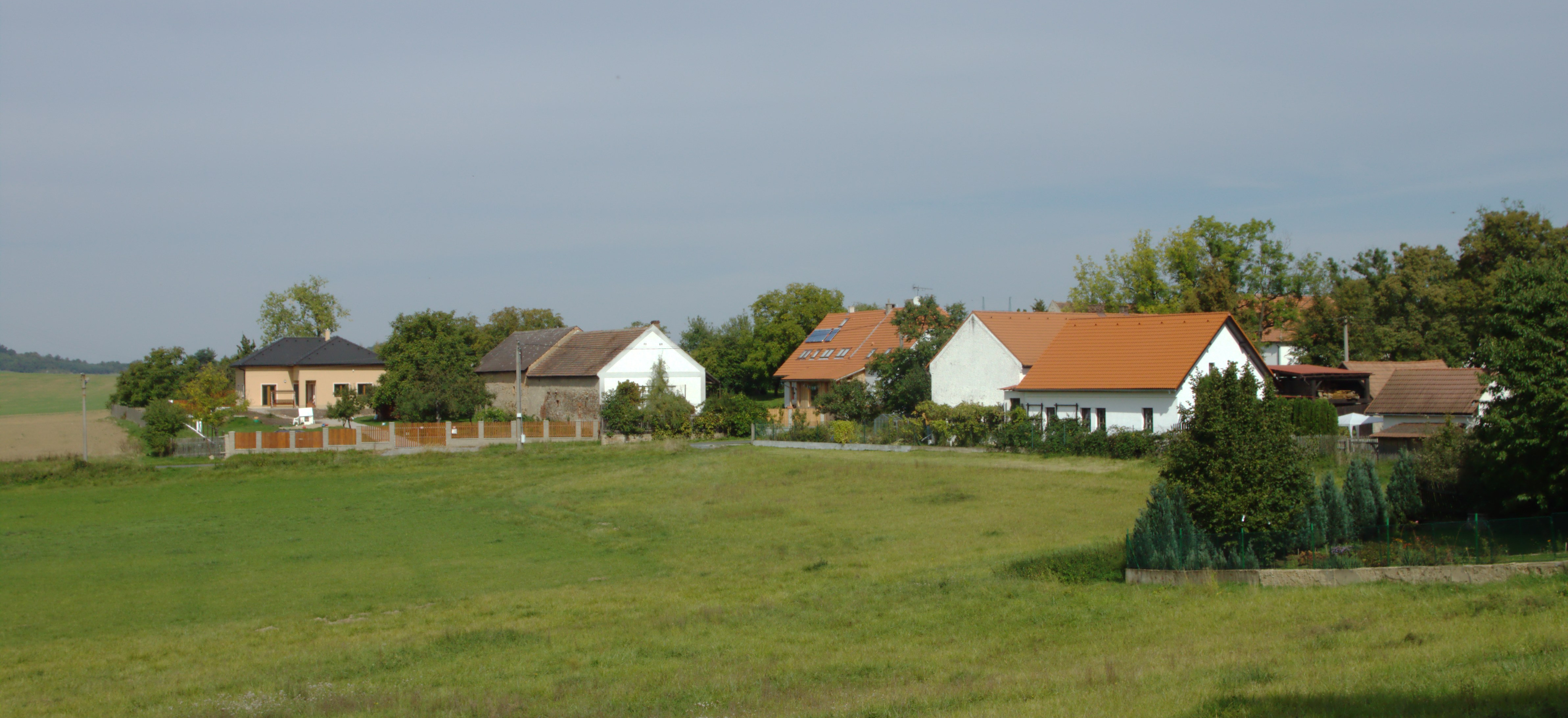
Südlicher Teil des Dorfes

Lhotka u Berouna, bis 1960 Lhotka ist ein Ortsteil der Gemeinde Chyňava in Tschechien. Er liegt fünf Kilometer nordöstlich von Beroun und gehört zum Okres Beroun.

## Geographie
Lhotka u Berouna befindet sich in der Křivoklátská vrchovina (Pürglitzer Bergland). Östlich erhebt sich eine namenlose Kuppe (462 m n.m.) mit Aussichtsturm, im Westen der Plešivec (459 m n.m.) sowie nordwestlich der Malý Plešivec (446 m n.m.). Einen halben Kilometer westlich führt die Straße II/118 zwischen Beroun und Kladno an Lhotka vorbei.
Nachbarorte sind Železná, Libečov und Nebuz im Norden, Malé Přílepy, Nenačovice, Pece II und Chrustenice im Nordosten, Na Lesích, Na Malé Vráži und Loděnice im Osten, Vráž und Pod Hájem om Südosten, Záhrabská, Na Herinkách und Závodí im Süden, Višňovka, Na Veselé, Pánve, V Pánvích, U Slezáků und Pod Plešivcem im Südwesten, U Lhotky, Hýskov und V Libinách im Westen sowie Vápenice im Nordwesten.

## Geschichte
Das Dorf Březová Lhota wurde im Jahre 1320 durch den Vladiken Přibík von Chrustenice nach dem Lhotensystem gegründet. Das Dorf wurde mit neun Huben Land ausgestattet, seine Bewohner waren auf zwölf Jahre von der Abgabenzahlung befreit. Ab 1321 gehörte Březová Lhota zusammen mit den Gütern Tetín, Mníšek und Dobříš zu den Besitzungen des Landschreibers des Königreichs Böhmen Stephan von Děvín und Tetín, einem unehelichen Sohn König Wenzels II. Nach Stephans Tod schenkte Johann von Luxemburg das Dorf 1338 dem Augustinerkloster St. Thomas auf der Prager Kleinseite. Später gelangte Březová Lhota an die Königsstadt Beroun, als deren Besitz es seit 1520 nachweislich ist. Wegen der Beteiligung von Beroun am Ständeaufstand gegen die Habsburger wurden die städtischen Güter 1547 konfisziert; König Ferdinand I. gab der Stadt auf Gesuch des Rates Březová Lhota mit dem Plešivec noch im selben Jahre zurück. In Březová Lhota bestanden zu dieser Zeit vier Kmetenhöfe (dvory kmetcí), namentlich bekannt sind die Höfe Jankovský, Beranovský und Duchkovský. Besitzer eines dieser Höfe war der Berouner Bürgermeister Jan Střelec ze Lhoty. Im Jahre 1564 erwarb der Besitzer des Gutes Chrustenice, Thomas Pichl von Pichlsberg, († 1580) einen der Kmetenhöfe in Březová Lhota; ihm folgten ab 1580 sein Bruder, der kaiserliche Hofpostmeister Heinrich Georg Pichl von Pichlsberg († 1608) und ab 1608 dessen Sohn Rudolf. Nach 1625 erwarb die Besitzerin von Chrustenice, Eva Matiasch von Hutten, Březová Lhota von der Stadt Beroun als Pfandbesitz. Während des Dreißigjährigen Krieges wurde Březová Lhota 1634 von schwedischen Truppen niedergebrannt und die Einwohner ermordet; den Überlieferungen nach soll nur ein Bewohner des Dorfes überlebt haben.
Wenig später entstand an neuer Stelle das Dorf Lhotka. 1652 kaufte Johann Paul Walderode von Eckhusen auf Chrustenice und Řepín das Dorf Lhotka für 2000 Rheinische Gulden von der Stadt Beroun. 1668 veräußerte er Chrustenice und Lhotka für 15.000 Gulden und 144 Lot Silber als Schlüsselgeld an Lambert und Franz Hřebenář von Harrach. Nachfolgende Besitzer waren ab 1671 der Besitzer der Herrschaft Chocenice, Anton Augustin Binago, und ab 1676 Johann Georg Karwinsky von Karwin. 1727 erwarb Humprecht Franz Anton Czernin von und zu Chudenitz das Gut Chrustenice, er verstarb jedoch kurz danach. Seine Witwe, Antonia geborene Gräfin Khuenburg veräußerte Chrustenice am 27. März 1727 für 40.000 Gulden an Karl Joachim von Bredau; er vereinigte es mit anderen Gütern zur Herrschaft Tachlowitz. Seine Erben verkauften die Herrschaft 1732 an Anna Maria Franziska von Sachsen-Lauenburg. 1741 erbte deren Tochter Maria Anna Carolina den Besitz; 1751 folgte ihr Sohn Herzog Clemens Franz und nach dessen Tode im Jahre 1770 Kurfürst Maximilian III. Joseph von Bayern. Da der Kurfürst kinderlos blieb, erbte 1777 Herzog Karl August von Zweibrücken die Herrschaft. Dieser verkaufte sie 1784 an Christian August zu Waldeck, Pyrmont und Rappoldstein als nicht landtäflischen Naturalbesitz, der ihm 1790 vertragsgemäß wieder zufiel. 1795 erbte sein Bruder Maximilian Joseph die Herrschaft. Er trat sie 1805 im Zuge seiner Krönung zum ersten König des Königreichs Bayern zusammen mit allen anderen Zweibrückschen Herrschaften in Böhmen (Herrschaften Politz, Reichstadt, Ploschkowitz, Buschtiehrad, Schlackenwerth, Kronporitschen, Katzow und Swoleniowes mit den Lehnhöfen Stareschowsky und Zichowsky) per Staatsvertrag an Erzherzog Ferdinand ab. 1824 erbte dessen Sohn Großherzog Leopold II. von Toskana den Besitz.
Im Jahre 1844 bestand das im Rakonitzer Kreis gelegene Dorf Lhotka aus 24 Häusern mit 208 Einwohnern. In der Waldstrecke Březowa zwischen Lhotka und Klein-Přilep fanden sich Spuren einen erloschenen Dorfes, seinerzeit wurde dort Wolkowitz vermutet; jedoch handelt es sich um Březová Lhota. Pfarrort war Železna. Bis zur Mitte des 19. Jahrhunderts blieb Lhotka der Herrschaft Tachlowitz untertänig. Amtssitz war Groß-Jentsch. Ab 1847 gehörte die Herrschaft zum Privatbesitz des österreichischen Kaiserhauses Habsburg-Lothringen.
Nach der Aufhebung der Patrimonialherrschaften bildete Lhotka ab 1850 einen Ortsteil der Gemeinde Chrustenice im Gerichtsbezirk Unhošť. 1868 wurde das Dorf dem Bezirk Smichow zugeordnet. 1893 wurde Lhotka dem neu gebildeten Bezirk Kladno zugeordnet. Nach der Gründung der Tschechoslowakei wurde die Grundherrschaft Tachlovice als Besitz der Habsburger konfisziert und verstaatlicht. Im Zuge der Gemeindegebietsreform von 1949 wurde Lhotka dem Okres Beroun zugeordnet und bildete eine eigene Gemeinde. 1960  erfolgte die Eingemeindung nach Železná, zugleich wurde der Ortsname in Lhotka u Berouna geändert. Seit 1980 ist Lhotka u Berouna ein Ortsteil von Chyňava. Im Jahre 1991 hatte das Dorf 60 Einwohner, beim Zensus von 2001 lebten in den 38 Wohnhäusern 44 Personen.

## Ortsgliederung
Der Ortsteil Lhotka u Berouna bildet zugleich einen Katastralbezirk.

## Sehenswürdigkeiten
- Kapelle auf dem Dorfplatz
- Bildstock auf dem Dorfplatz, errichtet 2014 zum Gedenken an das erloschene Dorf Březová Lhota
- historischer Speicher, das teilweise rekonstruierte Bauwerk ist nicht öffentlich zugänglich[5]
- 200-jährige Linde auf dem Dorfplatz, sie ist als Baumdenkmal geschützt
- Aussichtsturm im Wald Březová 600 m östlich des Dorfes, erbaut 2007
- Wüstung Březová Lhota im Wald Březová zwischen Chrustenice und Lhotka, mit gusseisernem Kreuz und Resten eines steinernen Brunnens

## Söhne und Töchter des Ortes
- Jan Střelec, er war zwischen 1532–1540 und 1564–1565 Bürgermeister von Beroun, 1552 wurde er als Jan Střelec ze Lhoty in den Adelsstand erhoben.